# Juvat Westendorp
 (janvier 2019).
Juvat Westendorp, né le 31 janvier 1989 à Amsterdam, est un acteur, danseur et chorégraphe néerlandais, d'origine surinamien.

## Filmographie

### Cinéma et téléfilms
- 2012 : Who's in Who's Out : Mounir
- 2013 : Malaika (nl) : Bas Schippers
- 2014 : Gooische Vrouwen 2 (nl) : Le kickboxeur
- 2015 : Goede tijden, slechte tijden : Ardil Baydar
- 2015 : Gouden Bergen (nl) : Gregory Bruinhart
- 2015 : Meiden van de Herengracht (nl) : Dylan de Wever
- 2016 : Rokjesdag (nl) : Le siffleur sportif
- 2017 : Tuintje in mijn hart (nl) : Mariano
- 2017 : DINO. : Klant de l'hôtel Wilhelmina
- 2017-2018 : De Spa (nl) : Hugo Symor
- 2018 : You Go Girl! : Timo